# Glossolalia religiosa

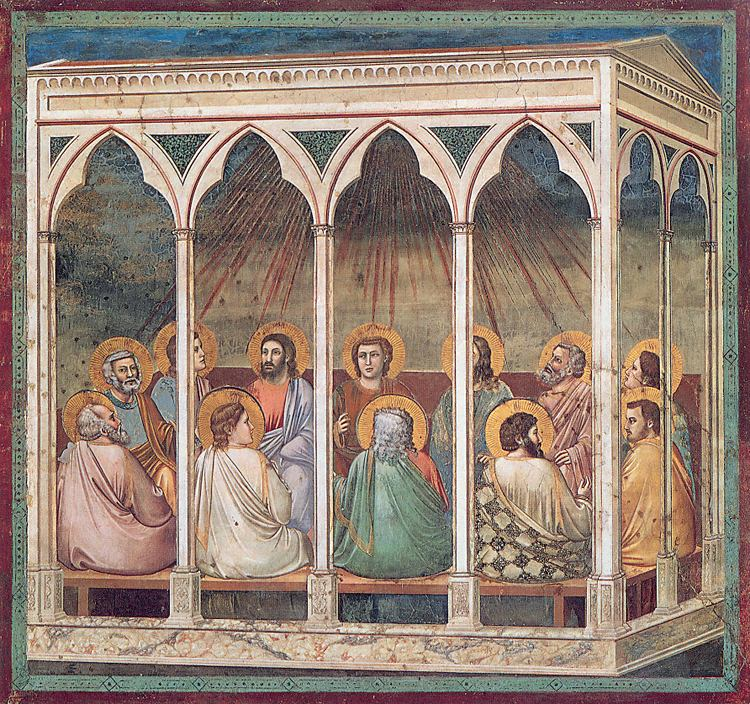
O relato de Atos 2, ocorrido no dia de Pentecostes, é interpretado como xenolalia por várias seitas e correntes religiosas.

No Cristianismo, glossolalia religiosa (ou dom de línguas) é narrada pela primeira vez na Bíblia, no livro dos Atos dos Apóstolos, que descreve o evento ocorrido no dia de Pentecostes, uma data em que judeus de várias partes do mundo se reuniam em Jerusalém: partos, medas, elamitas, povos da Mesopotâmia, Judeia, Capadócia, Ponto, a província da Ásia, Frígia, Panfília e Egito. A relação ainda incluía as regiões da Líbia na direção de Cirene, visitantes de Roma (tanto judeus como convertidos ao judaísmo), cretenses e árabes (Atos 2:9–11). Estes tais se maravilharam por conseguir ouvir a mensagem em sua própria língua ou dialeto. Sinal similar ocorreu na casa de Cornélio, um oficial romano.  Antes disso, o Apóstolo Pedro teve uma visão de que não deveriam ser recusados aqueles a quem Deus purificasse, independentemente da origem.  Este sinal se mostra com propósito inverso ao ocorrido na construção da torre de Babel. Uma definição usada por linguistas é a vocalização fluida de sílabas semelhantes à fala que carecem de qualquer significado prontamente compreendido, em alguns casos como parte da prática religiosa em que alguns acreditam ser uma linguagem divina desconhecida para o falante.
A análise dos glossolálicos revela uma pseudo-língua que carece de sintaxe consistente, significado semântico, geralmente de natureza rítmica ou poética e é semelhante à língua nativa do falante. Amostras de glossolalia mostram uma falta de consistência necessária para comparação ou tradução significativa. Também não é usado para se comunicar entre falantes de tal glossolalia, embora o significado geralmente seja traduzido pelo líder envolvido em consonância e em apoio a qualquer mensagem ou ensino que tenha sido dado naquele dia, de alguma forma dando legitimidade divina ao que é dito.

## Doutrina cristã tradicional
Segundo a doutrina cristã tradicional, antes do advento do pentecostalismo e neopentecostalismo, foi amplamente difundida a crença de que o fenômeno de falar em línguas foi restrito ao fato de Pentecostes.
Segundo esse entendimento, o fenômeno de línguas narrado em Pentecostes não é o mesmo narrado em São Paulo, na primeira carta aos coríntios — sendo esse decorrente do paganismo que ainda se praticava naquela cidade da Grécia Antiga.

## Interpretações para odom de línguas
Apesar da descrição bíblica ser clara, algumas denominações religiosas confundem o chamado dom de línguas com a glossolalia, ou mesmo com a xenoglossia. Assim, tem-se a glossolalia como a tradução para o dom de línguas em denominações pentecostais e neopentecostais, como a Assembleia de Deus, e a Congregação Cristã, ambas de origem estadunidense e pentecostais, aspeto que enfatizam em sua teologia. Já a xenoglossia, segundo estudos antropológicos feitos no Brasil, são mais raros, pois consistem em falar-se uma língua, viva ou morta, existente. O sociólogo Pedro A. Ribeiro de Oliveira, p. ex., consignou em sua pesquisa a existência de apenas um caso de xenoglossia (ou xenolalia), entre os grupos evangélicos pesquisados, apontando que a grande maioria dizia falar em "..glossolalia, i.e., um conjunto de sons pronunciados de modo rítmico, sem significação aparente".

## Dom de línguas na modernidade
Existem, nas modernas acepções para o "falar em línguas", 3 formas de manifestação nos cultos religiosos: o falar, o orar e, finalmente, o cantar em "línguas". Quanto à condição consciencial do momento, diz-se que podem ser extáticos e não extáticos, em suas variantes o orador mantendo quase sempre a consciência do quanto lhe ocorre ao redor, como em situações registradas em cultos afros e da Renovação Carismática Católica.
Oliveira Júnior, estudioso da PUC-SP, refere-se à glossolalia como a "língua dos anjos" e que, portanto, não precisa de significado outro, senão aquele contextual no qual está inserido, chamando-a, entretanto, de "glossolalia religiosa". Segundo este autor, o embasamento para o dom de línguas pelas denominações cristãs modernas afastam-se do conceito dos Atos dos Apóstolos, e fiam-se nas epístolas de Paulo de Tarso, notadamente com expressões que considera ligadas aos fatos narrados em Atos, tais como: "língua dos anjos" (1 Coríntios, 13,1), "palavras inefáveis ditas no paraíso" (2 Cor. 12,4), "cantos em espírito" (1 Cor. 14, 15; Efésios 5, 19), "gemidos inefáveis", dentre outras.

## Igreja Católica
A Igreja Católica não nega existir o "Dom de Línguas", como foi afirmado por São Paulo na 1.ª Carta aos Coríntios, testemunhado pelos Apóstolos e pelos Santos Padres, mesmo que a manifestação deste carisma seja de certo modo incomum a muitos fiéis. A atual prática, inserida expressivamente dentro da Renovação Carismática Católica (RCC), não é estranha ao ensinamento da Igreja, já que a mesma tem conhecimento e aprovação de todos os estatutos do movimento eclesial, que inclusive tem seu escritório internacional no Vaticano.
Quanto à tonalidade, a oração em línguas normalmente se apresenta, dentro da compreensão católica, como: Louvor — oração sequenciada, de palavreado frequente, onde a pessoa fica “mergulhada” como criança diante de Deus; Júbilo — oração transbordante, jubilosa e extremamente alegre, quase interminável e sem pausas; Súplica — oração compassada e em tonalidade penitencial, que leva a frutos de contrição; Canto (cf. 1Cor 14,15) é também uma espécie de louvor, sendo que em tonalidade musical. O chamado dom das línguas foi comum no início da Igreja, e alguns grupos católicos alegam experimentar o fenômeno atualmente.

## Protestantismo
No Protestantismo, a glossolalia, conhecida como dom de línguas (ou, simplesmente, falar em línguas), é admitida pelas correntes pentecostais e neopentecostais. As demais igrejas, tidas como históricas ou tradicionais, majoritariamente refutam a manifestação contemporânea da glossolalia, como algumas igrejas federadas à Igreja Presbiteriana (na Igreja Presbiteriana do Brasil, por exemplo, há reverendos como Augustus Nicodemus Gomes Lopes que creem apenas na xenolalia, isto é, línguas como idiomas conhecidos, enquanto há reverendos como Hernandes Dias Lopes que, além da xenolalia, creem na glossolalia).

## Outras religiões

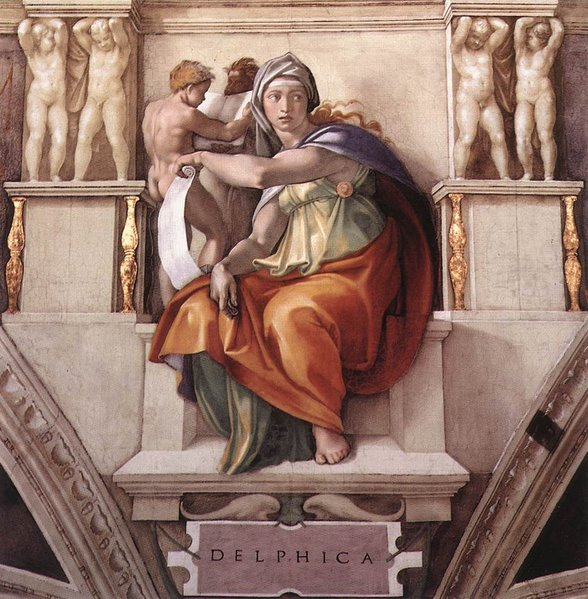
A sibila Dafne.

Antes do cristianismo, diversos grupos religiosos praticavam formas de glossolalia. No Oráculo de Delfos, a sibila (sacerdotisa do deus Apolo) falava com estranhos sons que se supunham ser mensagens do deus. Alguns textos gnósticos do período do Império Romano possuem fórmulas silábicas como "t t t t t t t t n n n n n n n n n d d d d d d d…" etc. Crê-se que tais seriam transliterações de sons feitos por glossolalia.
Atualmente, religiões como o Espiritismo apresentam fenômenos semelhantes, incluindo manifestações de xenoglossia. Fenômenos de glossolalia são observados também no xamanismo, no vodu haitiano, em alguns grupos judaicos hassídicos, e entre os sufi muçulmanos.

## Abordagem científica
Nos anos 70, o fenômeno atraiu a comunidade acadêmica, com estudos publicados pela antropóloga Felicitas Goldman e pelo linguista William Samarin. Goldman descreveu a ocorrência da glossolalia em situações distintas, e Samarin considerou que a glossolalia não constituía uma língua per se nos parâmetros conhecidos da ciência linguística. Recente pesquisa (2006) da Universidade da Pensilvânia descobriu que quando um indivíduo produz glossolalia, a área do cérebro que controla a linguagem não é ativa, assim não possui controle sobre o sujeito. O fenômeno ainda está sendo estudado, e desperta a curiosidade da ciência e do público familiar com a prática.
Através de inúmeros estudos realizados pela parapsicologia, tem se chegado à conclusão de que o fenômeno da glossolalia ou xenoglossia pode ser resultado das faculdades humanas, visto que podem ser induzidos através de hipnose, euforia, transe, etc., fora de ambientes religiosos.
Os linguistas concordam que a esmagadora maioria dos fenômenos gravados e analisados não apresenta um número suficiente de características de uma língua para serem aceitos como tais.

## Xenoglossia e glossolalia
O fenômeno que se alega ter ocorrido durante o Pentecostes pode ser entendido também como xenoglossia (uma oração em língua desconhecida de quem ora, mas que existe ou já existiu e ainda é do domínio humano) uma vez que os povos de todas as nações encontravam-se em Jerusalém e ouviam dos apóstolos as pregações cristãs em seu próprio idioma (Atos dos Apóstolos 2:6). A glossolalia é um fenômeno que teria se dado sobretudo na comunidade cristã de Corinto (1 Cor 12, 10; 14, 2-19), mas também nas de Cesareia e Éfeso (At 10, 46; 19, 6); não é a mesma coisa que o “falar outras línguas”, mas um fenômeno em que a pessoa profere sons ininteligíveis e palavras sem nexo, que se tornariam compreensíveis apenas para quem possua o carisma da interpretação (1Cor 14,10).

## Críticas
Vários grupos cristãos criticaram o movimento pentecostal e carismático por dar muita atenção às manifestações místicas, como a glossolalia.
Nas Igrejas protestante e evangélicas, esta experiência foi entendida como um dom de falar línguas estrangeiras sem as ter aprendido (xenoglossia) para a evangelização, cujo fim foi profetizado na Primeira Epístola aos Coríntios no capítulo 13, fim que corresponderia ao fim da escrita da Bíblia.
Os teólogos lembraram que no dia de Pentecostes, os discípulos que receberam um batismo do Espírito Santo, não falaram em línguas desconhecidas, mas louvaram a Deus em outras línguas que os incrédulos em várias partes do o mundo pudesse entender, tornando-se um dom útil para o evangelismo.